# Olen Steinhauer
Olen Steinhauer (Baltimore, 21 juni 1970) is een Amerikaanse schrijver van spionageverhalen.

## Leven
Olen Steinhauer werd geboren in Baltimore in 1970 en groeide op in de Amerikaanse staat Virginia. Hij studeerde Engels aan de Universiteit van Texas in Austin en op Emerson College in Boston. In 1999 ontving hij een Fulbright-beurs waardoor hij in de gelegenheid was om een jaar in Roemenië te wonen, waardoor hij geïnspireerd werd voor zijn eerste boeken die zich afspelen in het Oostblok tijdens de Koude Oorlog. Hij woont met zijn vrouw en dochter in Boedapest (Hongarije).

#### Koude Oorlog reeks
- 2003: The Bridge of Sighs
- 2004: The Confession
- 2005: The Vienna Assignment / 36 Yalta Boulevard
- 2006: The Istanbul Variations / Liberation Movements
- 2007: Victory Square

#### Milo Weaver reeks
- 2009: The Tourist
- 2010: The Nearest Exit
- 2012: An American spy

#### Overige
- 2005: Courtship
- 2005: Half-Lives
- 2014: The Cairo Affair